# 鲁佩鲁勒科凯
鲁佩鲁勒科凯（法語：Rouperroux-le-Coquet，法語發音：[ʁupɛʁu lə kɔkɛ]）是法国萨尔特省的一个市镇，属于马梅尔斯区。

## 地理
鲁佩鲁勒科凯（48°13'37"N, 0°25'49"E）面积12.07 平方千米，位于法国卢瓦尔河地区大区萨尔特省，该省份为法国西北部内陆省份，北起顺时针与奥恩省、厄尔-卢瓦省、卢瓦-谢尔省、安德尔-卢瓦尔省、曼恩-卢瓦尔省和马耶讷省接壤，是法国大西部的入口，连接卢瓦尔河谷、布列塔尼和巴黎盆地。
与鲁佩鲁勒科凯接壤的市镇（或旧市镇、城区）包括：圣科姆昂韦赖、库尔西瓦勒、博内塔布勒。

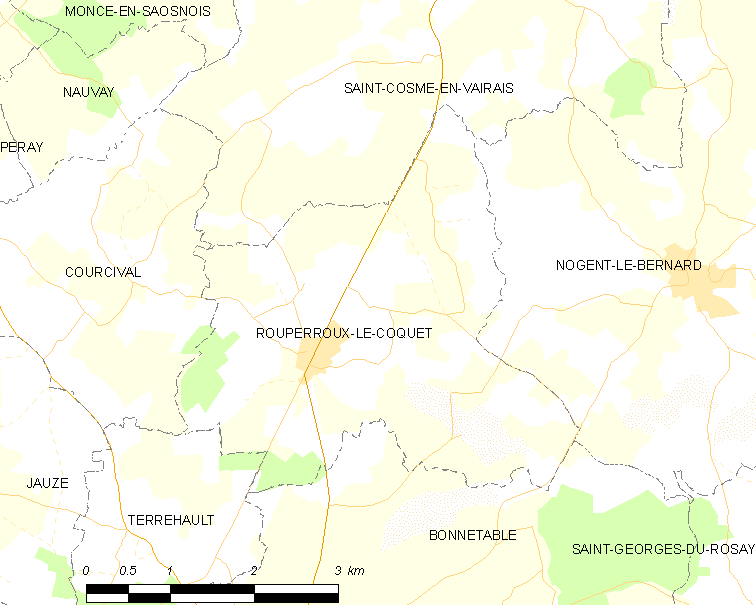
鲁佩鲁勒科凯的OSM定位图

鲁佩鲁勒科凯的时区为UTC+01:00、UTC+02:00（夏令时）。

## 行政
鲁佩鲁勒科凯的邮政编码为72110，INSEE市镇编码为72259。

## 政治
鲁佩鲁勒科凯所属的省级选区为博内塔布勒县。

## 人口

1962-2008年间鲁佩鲁勒科凯人口变化图示

鲁佩鲁勒科凯于2022年1月1日时的人口数量为270人。